# Pinacothèque communale de Città di Castello
La Pinacothèque communale de Città di Castello (en italien : Pinacoteca comunale di Città di Castello) est un musée d'art qui se trouve dans le palazzo Vitelli alla Cannoniera, érigé par la famille Vitelli pendant la seconde moitié du XVIe siècle à Città di Castello dans la province de Pérouse (Italie).

## Histoire
La Pinacothèque communale de Città di Castello est implantée au palazzo Vitelli alla Cannoniera depuis 1912, à la suite de la restauration du palais à l'initiative d'Elia Volpi (it), un marchand d'art et antiquaire italien connu pour avoir créé la collection de palazzo Davanzati à Florence.

## Structure du musée
Les œuvres sont exposées dans 21 salles disposées dans les divers étages et couloirs qui composent le palais.
Une nouvelle aile contient divers plâtres d'Elmo Palazzi (it), une collection de bronzes de Bruno Bartoccini et 23 œuvres données par Ettore Ruggieri. Depuis le 21 avril 2007, le sous-sol abrite le museo delle conchillie (« musée des coquillages ») qui expose la collection personnelle de Guglielmo Biraghi.

## Collections
le musée conserve en particulier les tableaux suivants :
- Madonna in trono col Bambino de Antonio Vivarini
- Madonna in trono col Bambino de Spinello Aretino
- Madonna in trono col Bambino e Santi de Pietro Donini
- Madonna in trono col Bambino e Santi de Gregorio Pagani
- Madonna in trono col Bambino e Santi de Jacopo di Giovanni
- Imposizione delle mani de Santi di Tito
- Adorazione dei pastori de Vittorio Cirelli
- Deux Saints martyrs de Giovanni Battista Pacetti, dit Lo Sguazzino
- Sant'Ivo avvocato dei poveri de Giovanni Ventura Borghesi
- Madonna in trono col Bambino et le Martirio di san Sebastiano de Luca Signorelli
- Couronnement de la Vierge de Città di Castello de Domenico Ghirlandaio
- Annunciazione de Niccolò Circignani, dit Il Pomarancio
- Cinq œuvres de Raffaellino del Colle
- Deux œuvres de Francesco Tifernate
- Reliquiario di Sant'Andrea de Lorenzo Ghiberti
- Œuvres de l'atelier d'Andrea della Robbia
- Stendardo della Santissima Trinità de Raphaël.

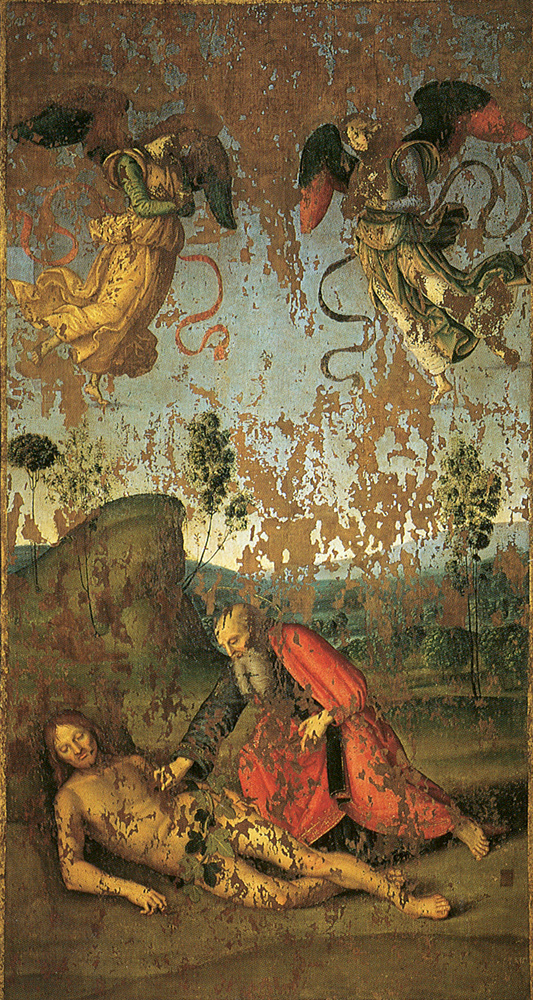
Partie du Stendardo della SS. Trinità de Raphael.
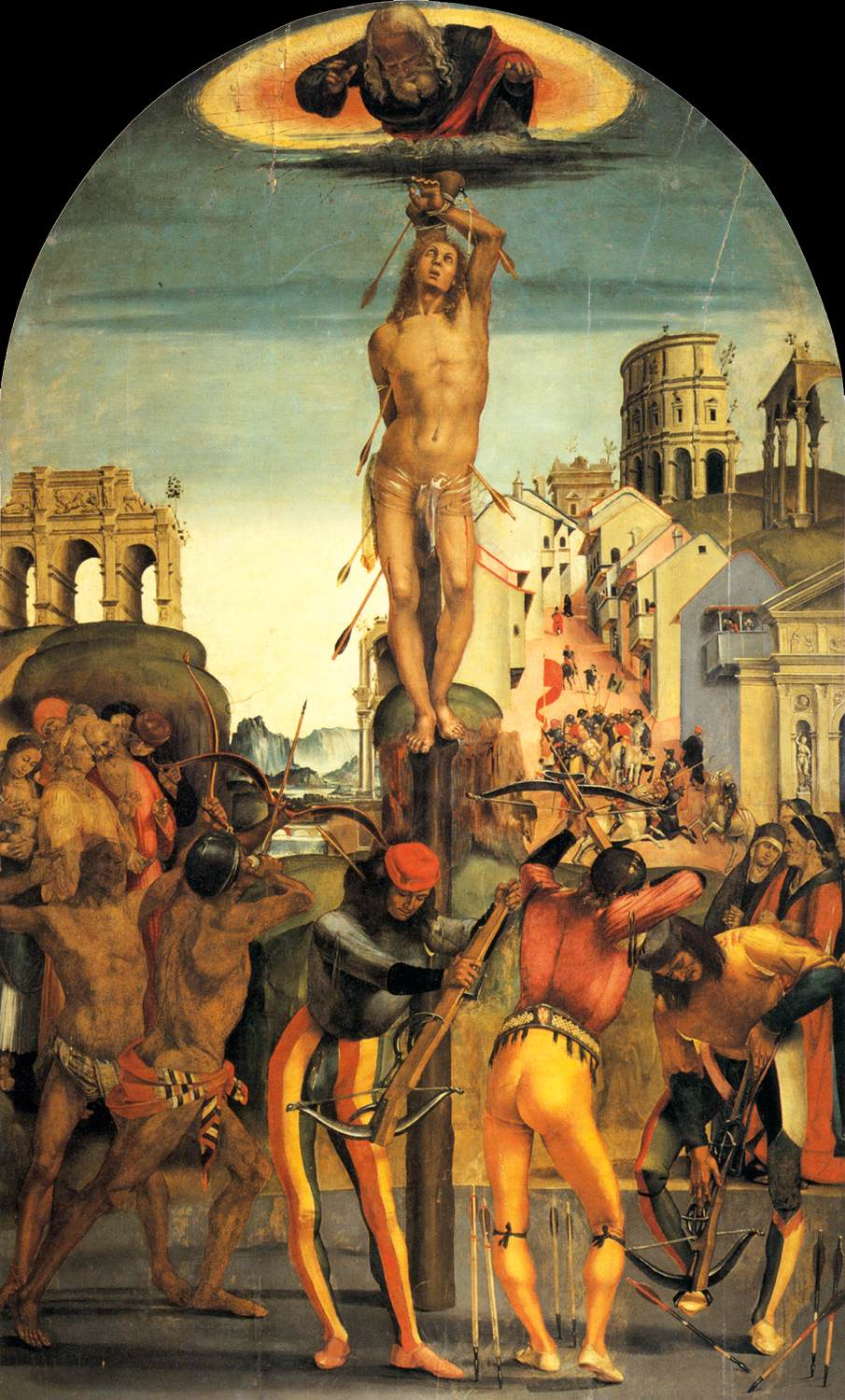
Le Martyre de saint Sébastien de Luca Signorelli.
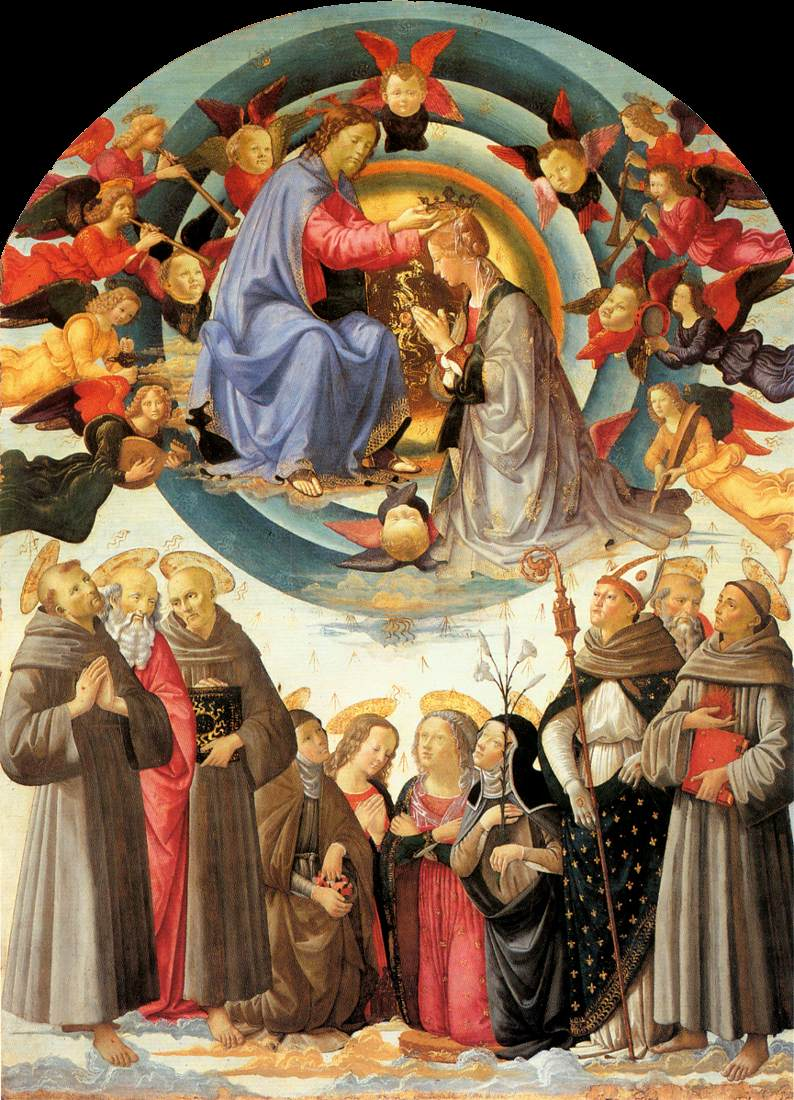
L'Incoronazione della vergine di Città di castello de Domenico Ghirlandaio.

### Gypsothèque de Elmo Palazzi
La collection comprend des moules en plâtre de nombreuses œuvres de Elmo Palazzi (it), sculpteur italien né à Città di Castello dont allegoria dell'Umbria (« Allégorie de l'Ombrie) » et deux allegorie della Previdenza (« Allégorie de la Providence »).

### Collection de bronzes de Bruno Bartoccini
La collection est composée de 35 œuvres, donation de l'artiste à la ville. Les œuvres réalisées à partir des années 1960 représentent les formes et le mouvement de l'homme dans le contexte de sa vie quotidienne.

### Collection Ettore Ruggieri
La collection est composée de 23 œuvres dont des peintures d'Ottone Rosai, Gerardo Dottori et Giorgio De Chirico, 
donation de Ettore Ruggieri, médecin et chirurgien mort en 1978, en mémoire de sa mère née à Città di Castello.

## Sources
- (it) Cet article est partiellement ou en totalité issu de l’article de Wikipédia en italien intitulé « Pinacoteca comunale di Città di Castello » (voir la liste des auteurs).